# Makedonska

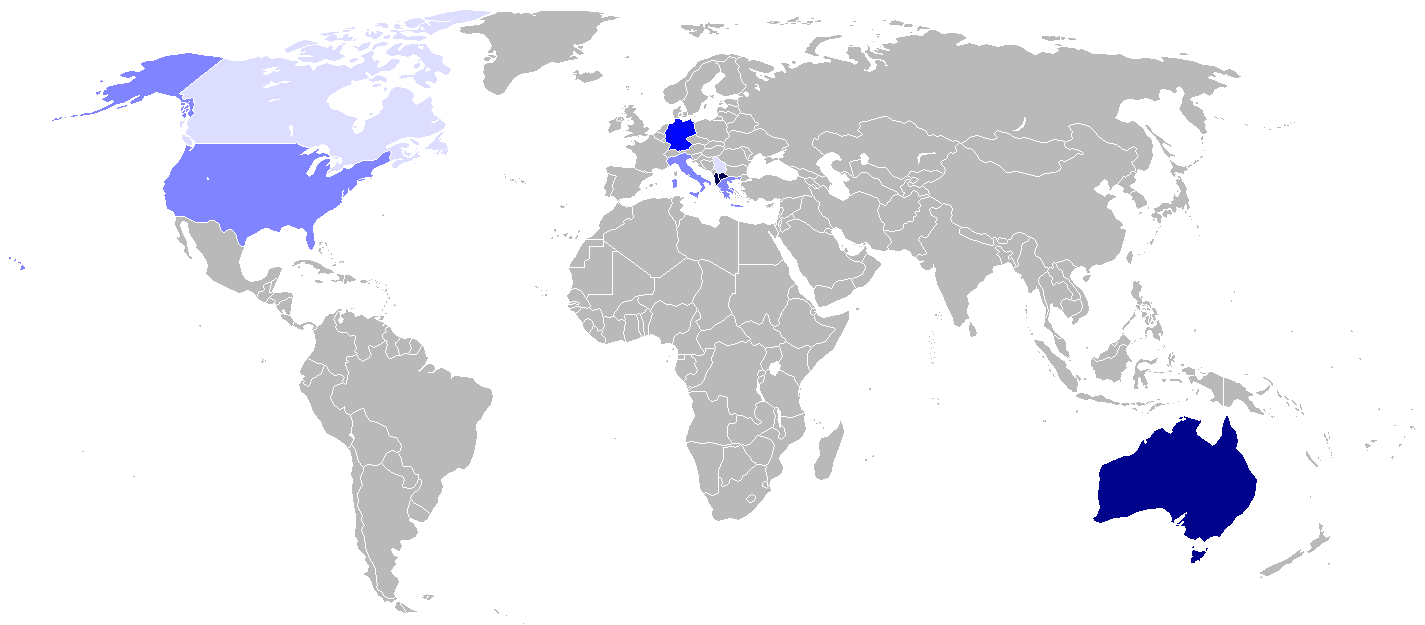
Länder med ett betydande antal makedonsktalande.

Makedonska, eller makedoniska, (македонски, makedonski) är ett sydöstslaviskt språk talat i och omkring Nordmakedonien.

## Beskrivning
Makedonska är ett sydslaviskt språk. Makedonskan och bulgariskan, som är sydöstslaviska språk, har stora likheter i den grammatiska strukturen och är också lexikaliskt närbesläktade. Några av likheterna är bestämda artiklar, jämförelse med användning av prefix samt avsaknad av infinitiv och kasussystem.
Det makedonska skriftspråket bygger på kyrilliska, som kan spåras tillbaka ända till 860 e.Kr då fornkyrkoslaviskan utvecklades.
Grunden för det makedonska skriftspråket lades av Krste Misirkov 1903, då han publicerade en bok som beskrev grunderna i språket. Det dröjde dock till 1944 innan makedonskan erhöll status som officiellt skriftspråk. Under efterkrigstiden har det utvecklats till ett standardspråk, och grunden bygger på västliga dialekter i Nordmakedonien.
Det finns mycket spår av Osmanska riket i språket samt arabiska och persiska, med många turkiska och grekiska lånord som har överlevt till idag. Idag skapas många ord med engelska och italienska ord som förebild.

## Fonologi

### Konsonanter
|             | Bilabial | Labiodental | Alveodental | Postalveolar | Palatal | Velar  |
| ----------- | -------- | ----------- | ----------- | ------------ | ------- | ------ |
| Nasal       | m        |             | n̪           |              | ɲ       |        |
| Klusil      | p \| b   |             | t̪ \| d̪      |              | c \| ɟ  | k \| g |
| Frikativ    |          | f \| v      |             | ʃ \| ʒ       |         | x      |
| Tremulant   |          |             | r           |              |         |        |
| Lateral     |          |             | l           |              |         |        |
| Approximant |          |             |             |              | j       |        |

Källa:

### Vokaler
|             | Främre | Central | Bakre |
| ----------- | ------ | ------- | ----- |
| Sluten      | i      |         | u     |
| Halvsluten  | e      |         | o     |
| Mellanvokal |        | ə       |       |
| Öppen       |        | a       |       |

Källa: